# Vlag van Ierland
De vlag van Ierland stamt uit 1848, toen de Ierse nationalist Thomas Francis Meagher de vlag introduceerde gebaseerd op de Franse driekleur. Pas tijdens de Paasopstand van 1916 kreeg de vlag een nationale betekenis. In 1922 werd deze voor het eerst aangenomen als de nationale vlag van de Ierse Vrijstaat, al werd dit nog niet wettelijk vastgelegd. De vlag werd officieel opgenomen in de grondwet van 1937 toen de Ierse Vrijstaat werd opgevolgd door de moderne Republiek Ierland.
De vlag is een verticale driekleur van groen, wit en oranje. Het groen staat voor "de oudere Gaelische traditie" (katholieken), oranje voor "de aanhangers van Willem van Oranje" (protestanten) en wit voor vrede tussen groen en oranje. Officieel worden er geen betekenissen aan de kleuren toegekend, maar er zijn veel onofficiële verklaringen. Anderen zien groen als de oude Keltische traditie en oranje als de aanhangers van Willem III van Oranje. Wit zou staan voor de wapenstilstand tussen de twee partijen.
De vlag van Ivoorkust lijkt sterk op een omgekeerde vlag van Ierland, maar bij die vlag is de hoogte-breedteverhouding 2:3.
Ierse vlaggen met een wat gelige streep zie je ook af en toe. Soms komt dit doordat de streep verkeerd geïnterpreteerd wordt als goud, maar deze variant is ook de officiële vlag van het County Offaly.
Het is historisch correct dat groen een lange traditie heeft als de kleur van de Ierse vrijheidsstrijders en oranje is de kleur van de protestanten van Ulster, die is afgeleid van Willem van Oranje. Er wordt gezegd dat het de Slag aan de Boyne in 1690 herdenkt, waarin de protestantse Willem de katholieke Jacobus II versloeg.
| Schema  | Groen     | Wit         | Oranje     |
| ------- | --------- | ----------- | ---------- |
| Pantone | 347 U     | Safe        | 151 U      |
| HTML    | #169B62   | #FFFFFF     | #FF883E    |
| RGB     | 22–155–98 | 255–255–255 | 255–136–62 |
| CMYK    | 71–0–72–0 | 0–0–0–0     | 0–43–91–0  |

## Geschiedenis
In 1782 kreeg het Ierse parlement van de Britten het recht om het land te vertegenwoordigen. Het symbool van Ierland werd het St.-Patrick's Cross, een rood andreaskruis op een witte achtergrond. Na de Act of Union van 1800, waarbij Ierland werd opgenomen in het Verenigd Koninkrijk, werd het St.-Patrick's Cross onderdeel van de Britse Union Jack. Het was een nationaal symbool dat de Ieren officieel mochten gebruiken tijdens de Britse overheersing.
De harp is al sinds de 15e eeuw een Iers nationaal symbool. De groene vlag met de harp is afgeleid van het wapen van de provincie Leinster. De Society of United Irishmen gebruikte de harp vanaf het einde van de 18e eeuw. De vlag werd ook gebruikt door de Ieren tijdens de opstanden van 1798 en 1803. Tegenwoordig is het te vinden als de geus van de Ierse marine.

?St.-Patrick's Kruis
?De vlag van Leinster
?Erin go Bragh-vlag

Van de 17e eeuw tot het begin van de 20e eeuw gebruikten Ierse koopvaardijschepen de Green Ensign, een groene vlag met een gouden harp en in de loop der jaren het St.-Patrick's Cross, het Kruis van Sint-Joris en uiteindelijk de Union Jack.

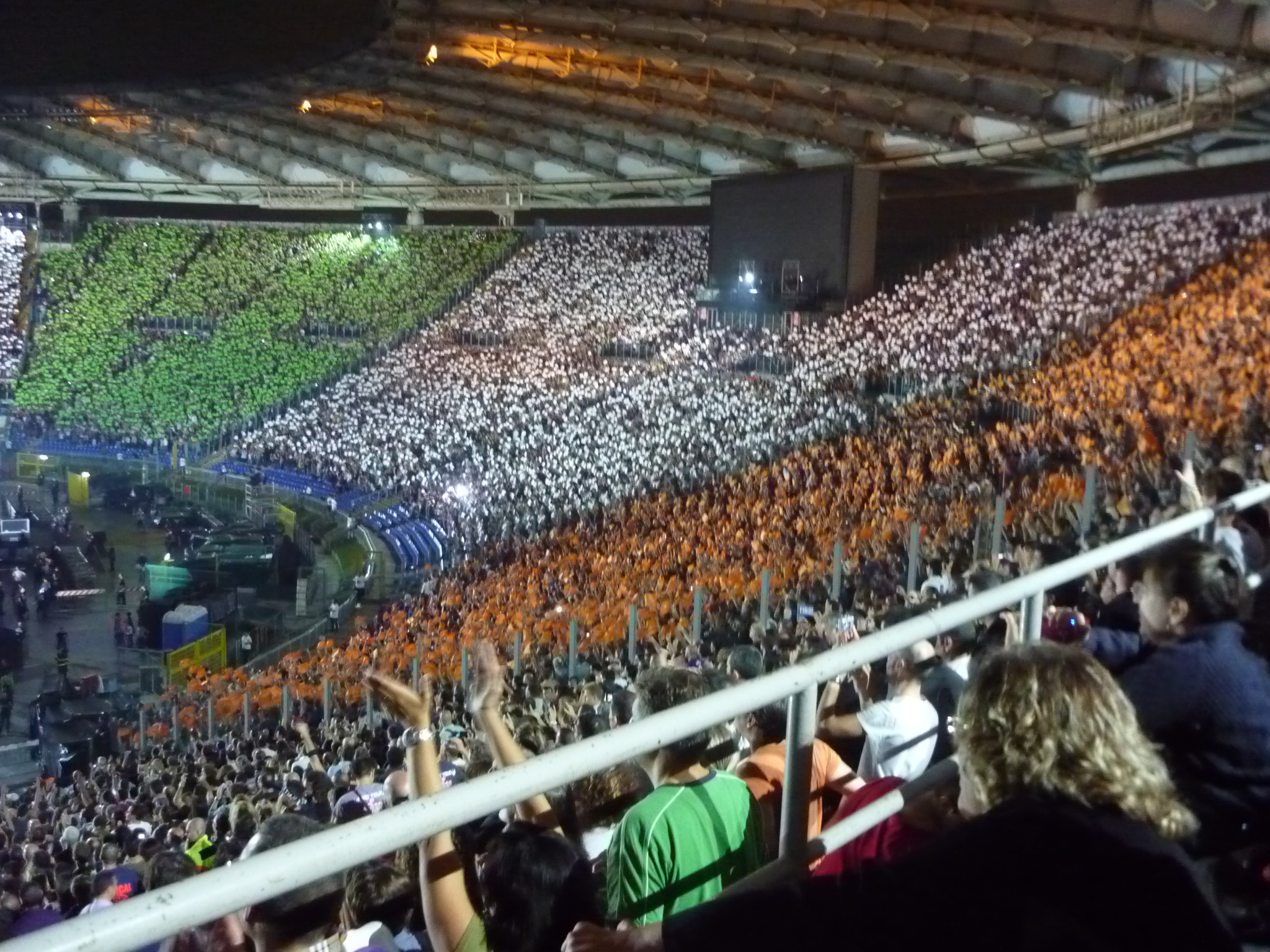
U2-concert in Rome

De Ierse vrijheidsstrijders, gemodelleerd naar de Franse driekleur, gebruikten de Ierse driekleur voor het eerst in de 19e eeuw. De oudst bekende afbeelding van de kleurencombinatie is een embleem uit september 1830, toen kokarde in de drie kleuren werden gedragen op een bijeenkomst ter ere van de Julirevolutie van 1830, die de Franse driekleur opnieuw invoerde als nationale vlag van Frankrijk.
De oudst bekende Ierse driekleur dateert uit 1848, toen hij werd geïntroduceerd door de beweging Jong Ierland. Een van de leiders, Thomas Francis Meagher, presenteerde hem voor het eerst aan het publiek op een bijeenkomst in Waterford op 7 maart 1848, en hij werd opnieuw gepresenteerd in Dublin op 15 april. De volgorde van de kleuren en de vorm van de vlag werden niet gespecificeerd. In sommige gevallen werden ook driekleuren met de oranje streep op de mast aangetroffen. In de daaropvolgende jaren tot 1916 werd de driekleur nauwelijks gebruikt. De gouden harp op een groene achtergrond domineerde weer en werd rond 1880 officieel getolereerd door de Britten. Op de Olympische Zomerspelen in Athene 1906 protesteerde verspringwinnaar Peter O'Connor, die uitkwam voor het Britse team, tegen het gebruik van de Union Jack voor hem. In plaats daarvan werd de groene harpvlag gebruikt voor de prijsuitreiking.
In 1913 werden twee stakende arbeiders door de politie gedood tijdens een demonstratie in Dublin. Naar aanleiding hiervan werd door de vakbonden een paramilitaire organisatie opgericht, het Irish Citizen Army (ICA). De gewapende en geüniformeerde eenheden moesten de arbeiders beschermen. In 1914 namen ze een groene vlag aan met het sterrenbeeld de Grote Beer, ook bekend als de ploeg, passend bij hun uniformen. De vlag werd daarom de Starry Plough genoemd. De originele vlag werd door Britse troepen buitgemaakt tijdens de Paasopstand in 1916 en werd pas in 1966 aan Ierland teruggegeven. Tegenwoordig bevindt hij zich in het Nationaal Museum in Dublin. In 1934 introduceerde de Irish Transport and General Workers’ Union een vereenvoudigde lichtblauwe versie, die veel gebruikt werd door alle vakbonden, socialistische groeperingen en de Irish Labour Party. Ze gebruikten het tot de jaren 1970 toen ze de achtergrondkleur veranderden in rood. Eind jaren 1980 werd de ploegvlag vervangen door een witte vlag met een rode roos. Republikeinse paramilitaire groeperingen gebruikten ook de blauwe ploegvlag.
Tijdens de Paasopstand wapperde de vlag vanaf het General Post Office in Dublin, maar ook hier werd vooral de groene harpvlag met de woorden "Irish Republic" in gouden letters gebruikt. Na de onderdrukking van de opstand gebruikten vooral de republikeinse separatisten van Sinn Féin de driekleur, in tegenstelling tot de Irish Parliamentary Party, die de groene vlag en Home Rule propageerde. De driekleur werd steeds meer gezien als de Ierse nationale vlag, maar ook als de vlag van Sinn Féin. Met hun landelijke overwinning in de verkiezingen van 1918 werd de groene vlag uiteindelijk naar de tweede plaats verdrongen achter de driekleur. De vlag behield echter slechts een onofficiële status tijdens de periode van de Ierse Vrijstaat (1922-1937). De grondwet van 1922 maakt geen melding van nationale symbolen. Pas met de proclamatie van de Republiek in 1937 kreeg de huidige driekleur zijn status als nationale vlag.

?Green Ensign (1701)
?Verkondigingsvlag van de Ierse Republiek (1916)
?Green Ensign (1922)
?Starry Plough (1934)

## Vlag van Sint-Patrick
Van 1783 tot 1922 toonde de Ierse vlag het kruis van Sint-Patrick, de beschermheilige van Ierland. Het kruis werd geïncorporeerd in de Union Flag na de vereniging van Groot-Brittannië en Ierland in 1801. De vlag wordt soms in Noord-Ierland nog gebruikt als een neutraal symbool voor het gehele eiland, bijvoorbeeld tijdens St. Patrick's Day.

? Vlag van Sint-Patrick

## Overige vlaggen
De Brian Boru-harp wordt bewaard in het Trinity College Dublin. Het staat model voor alle moderne voorstellingen, zowel in het wapen van Ierland als op de presidentiële standaard en op de Ierse marinevlag, en dit symbool is ook terug te vinden in de vlag van Dublin.
De vlag van de vier provincies toont de vier heraldische banieren van de Ierse provincies. De vlag zelf heeft geen officiële status, maar wordt vaak gebruikt als alternatief voor de nationale vlag, bijvoorbeeld bij verschillende sportgelegenheden.

Presidentiële standaard
Geus van de Ierse marine
Vlag van de stad Dublin
Vlag van de vier provincies

## De driekleur en Noord-Ierland
In Noord-Ierland wordt de vlag niet officieel gebruikt, aangezien dit deel van het eiland een deel van het Verenigd Koninkrijk is. De vlag wordt echter wel graag in beeld gebracht door de Ierse nationalisten in Noord-Ierland.

## Trivia
Er bestaat een cocktail die Irish Flag heet. Deze bestaat uit gelijke delen pepermuntlikeur (groen), Irish cream (wit) en Grand Marnier (oranje). De ingrediënten worden langzaam achter elkaar langs een lange lepel in het glas gegoten zodat ze niet mengen.